# 塗山窯遺址
塗山窯遺址位於重慶市南岸區黃桷埡鎮新力村西北，文物遺址年代為宋代，1987年1月23日列為重慶市第二批市級文物保護單位初定名單。1992年3月19日列為重慶市第二批市級文物保護單位。2000年9月7日列為第一批重慶市文物保護單位。